# Talavera parvistyla
Talavera parvistyla là một loài nhện trong họ Salticidae.
Loài này thuộc chi Talavera. Talavera parvistyla được Dmitri Viktorovich Logunov & Torbjörn Kronestedt miêu tả năm 2003.